# Zakaria Mansouri
Zakaria Mansouri (en arabe : زكريا منصوري), né le 1er novembre 1995 à Tlemcen, est un footballeur algérien qui évolue au poste de milieu de terrain.

## Biographie
Zakaria est repéré en 2008 à Tlemcen dès son jeune âge par le Paradou AC. Il évolue tout d'abord avec les jeunes, puis intègre les seniors en 2015. Il rejoint le MC Alger sous forme de prêt en août 2016, où il évolue pendant une saison et demie.
En janvier 2018, il rejoint le MC Oran, sous forme de prêt également du Paradou AC,. Le 17 février 2018, il se met en évidence en inscrivant son premier doublé en première division, sur la pelouse de l'USM Bel Abbès (victoire 2-5),.

## Palmarès
- Champion d'Algérie de D2 en 2017 avec le Paradou AC